# Адміністративний поділ Ємену
Ємен поділяється на 22 мухафази (англ. muhafazah), які поділені на 333 мудирії (англ. muderiah). Останні діляться на 2210 районів, які включають в себе 38284 села.
| Адміністративний поділ Ємену на мухафази                                                                  | Адміністративний поділ Ємену на мухафази | Адміністративний поділ Ємену на мухафази | Адміністративний поділ Ємену на мухафази | Адміністративний поділ Ємену на мухафази | Адміністративний поділ Ємену на мухафази | Адміністративний поділ Ємену на мухафази | Адміністративний поділ Ємену на мухафази |
| --- | ---------------------------------------- | ---------------------------------------- | ---------------------------------------- | ---------------------------------------- | ---------------------------------------- | ---------------------------------------- | ---------------------------------------- |
| (При натисканні на номер або зображення будь-якої мухафази, буде здійснено перехід на відповідну статтю.) |                                          |                                          |                                          |                                          |                                          |                                          |                                          |
| Номер на карті                                                                                            | Назва мухафази                           | Арабська назва                           | Адміністративний центр                   | Площа, км²                               | Населення, осіб (2012)                   |                                          |                                          |
| 1 | Аден                                     | عدن                                      | Аден                                     | 1114                                     | 764342                                   |                                          |                                          |
| 2 | Амран                                    | عمران                                    | Амран                                    | 9587                                     | 967634                                   |                                          |                                          |
| 3 | Аб'ян                                    | أبين                                     | Зінджібар                                | 21939                                    | 513701                                   |                                          |                                          |
| 4 | Ед-Даля                                  | الضالع                                   | Ед-Даля                                  | 4786                                     | 597936                                   |                                          |                                          |
| 5 | Ель-Бейда                                | البيضاء                                  | Ель-Бейда                                | 11193                                    | 660105                                   |                                          |                                          |
| 6 | Ходейда                                  | الحديدة                                  | Ходейда                                  | 17509                                    | 2687674                                  |                                          |                                          |
| 7 | Ель-Джауф                                | الجوف                                    | Ель-Хазм                                 | 30620                                    | 534408                                   |                                          |                                          |
| 8 | Ель-Махра                                | المهرة                                   | Ель-Гайда                                | 82405                                    | 122453                                   |                                          |                                          |
| 9 | Ель-Махвіт                               | المحويت                                  | Махвіт                                   | 2858                                     | 599340                                   |                                          |                                          |
| 10 | Аманат-Ель-Асіма                         | امانة العاصمه                            | Сана                                     | 126                                      | 2575347                                  |                                          |                                          |
| 11 | Дамар                                    | ذمار                                     | Дамар                                    | 9495                                     | 1645436                                  |                                          |                                          |
| 12 | Хадрамаут                                | حضرموت                                   | Ель-Мукалла                              | 191737                                   | 1263754                                  |                                          |                                          |
| 13 | Хадджа                                   | حجة                                      | Хадджа                                   | 10141                                    | 1811394                                  |                                          |                                          |
| 14 | Ібб                                      | إب                                       | Ібб                                      | 6484                                     | 2505816                                  |                                          |                                          |
| 15 | Лахдж                                    | لحج                                      | Лахдж                                    | 15210                                    | 865791                                   |                                          |                                          |
| 16 | Маріб                                    | مأرب                                     | Маріб                                    | 20043                                    | 291403                                   |                                          |                                          |
| 17 | Рейма                                    | ريمة                                     | Рейма                                    | 2442                                     | 483196                                   |                                          |                                          |
| 18 | Саада                                    | صعدة                                     | Саада                                    | 15022                                    | 887482                                   |                                          |                                          |
| 19 | Сана                                     | صنعاء                                    | Сана                                     | 15052                                    | 1042468                                  |                                          |                                          |
| 20 | Шабва                                    | شبوة                                     | Атак                                     | 47728                                    | 546467                                   |                                          |                                          |
| 21 | Таїз                                     | تعز                                      | Таїз                                     | 12605                                    | 2817696                                  |                                          |                                          |
| 22 | Сокотра                                  | شبوة                                     | Хадібо                                   | 3796                                     | 44120                                    |                                          |                                          |
| | Ємен                                     | اليمن                                    | Сана                                     | 528076                                   | 24183843                                 |                                          |                                          |